# Norrström
A correnteza de Norrström (lit corrente do norte) é um curso de água com 900 metros de comprimento e 240 m de largura; atravessa o lado norte do centro de Estocolmo; permite o escoamento das águas do lago Mälaren para o Mar Báltico.
                                                                                                                                   A diferença de nível entre a entrada e a saída tem em média 70 cm. A área da bacia é da ordem dos 22 603 km2, e o débito de água da ordem dos 166 m3/s.                                                                                                                             Existem duas ilhas dentro da correnteza – Strömsborg e Helgeandsholmen.
Esta via de escoamento do lago é a principal, havendo todavia ainda duas outras vias para o efeito - a correnteza de Söderström e o canal de Södertälje.

É cruzada pelas pontes Centralbron, Vasabron, Riksbron e Stallbron.
A  sua água é rica em salmão e truta marisca, atraindo pescadores amadores às suas pontes e aos seus cais.

## Etimologia e uso
O curso de água está registado no século XIV como Strömmen e no século XV como Norraströma, em alusão à sua localização a norte de Gamla Stan.

Parece ter sido conhecida em tempos ainda mais antigos como Stocksund.

## Galeria

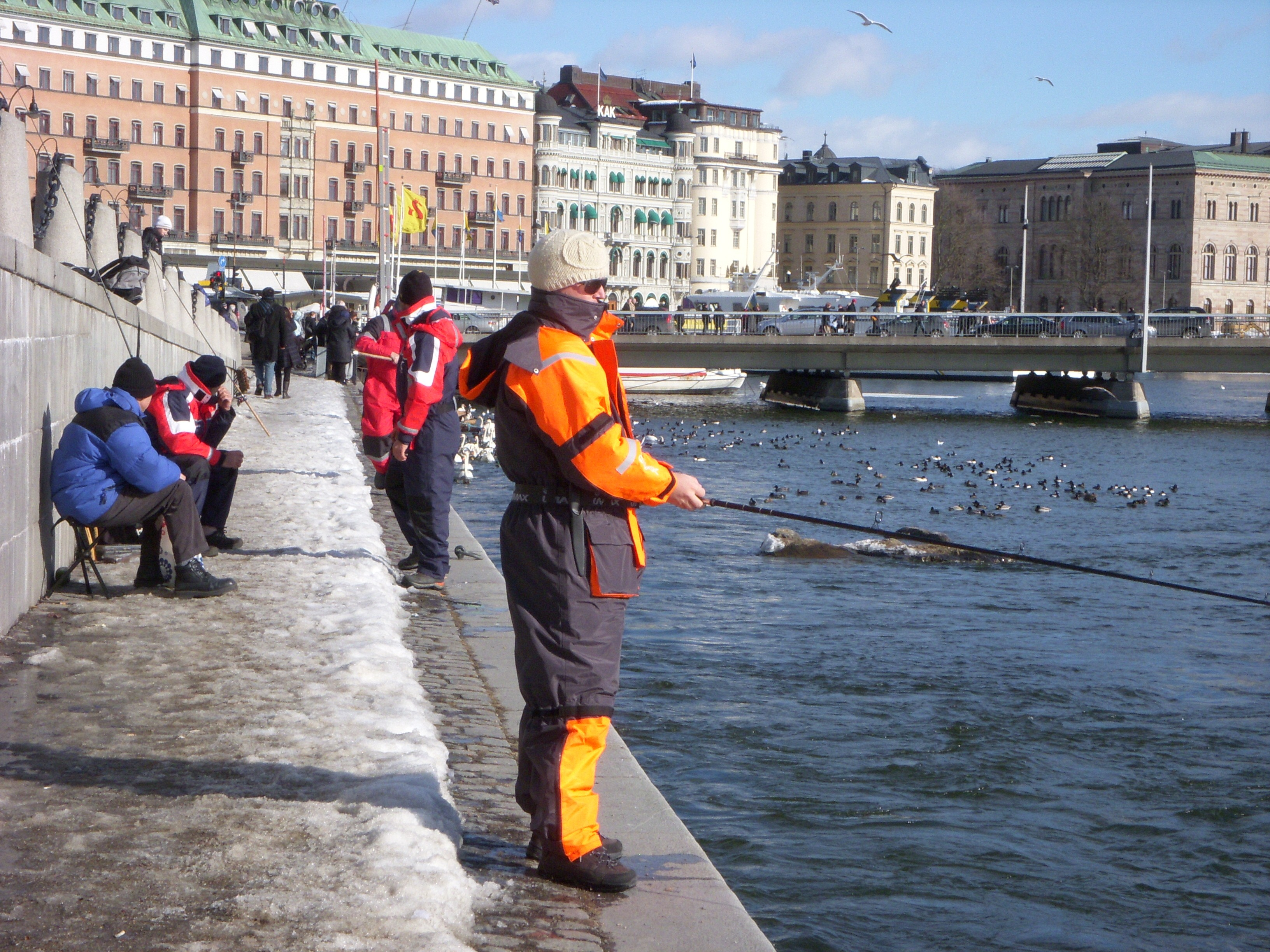
A pesca amadora em Norrström
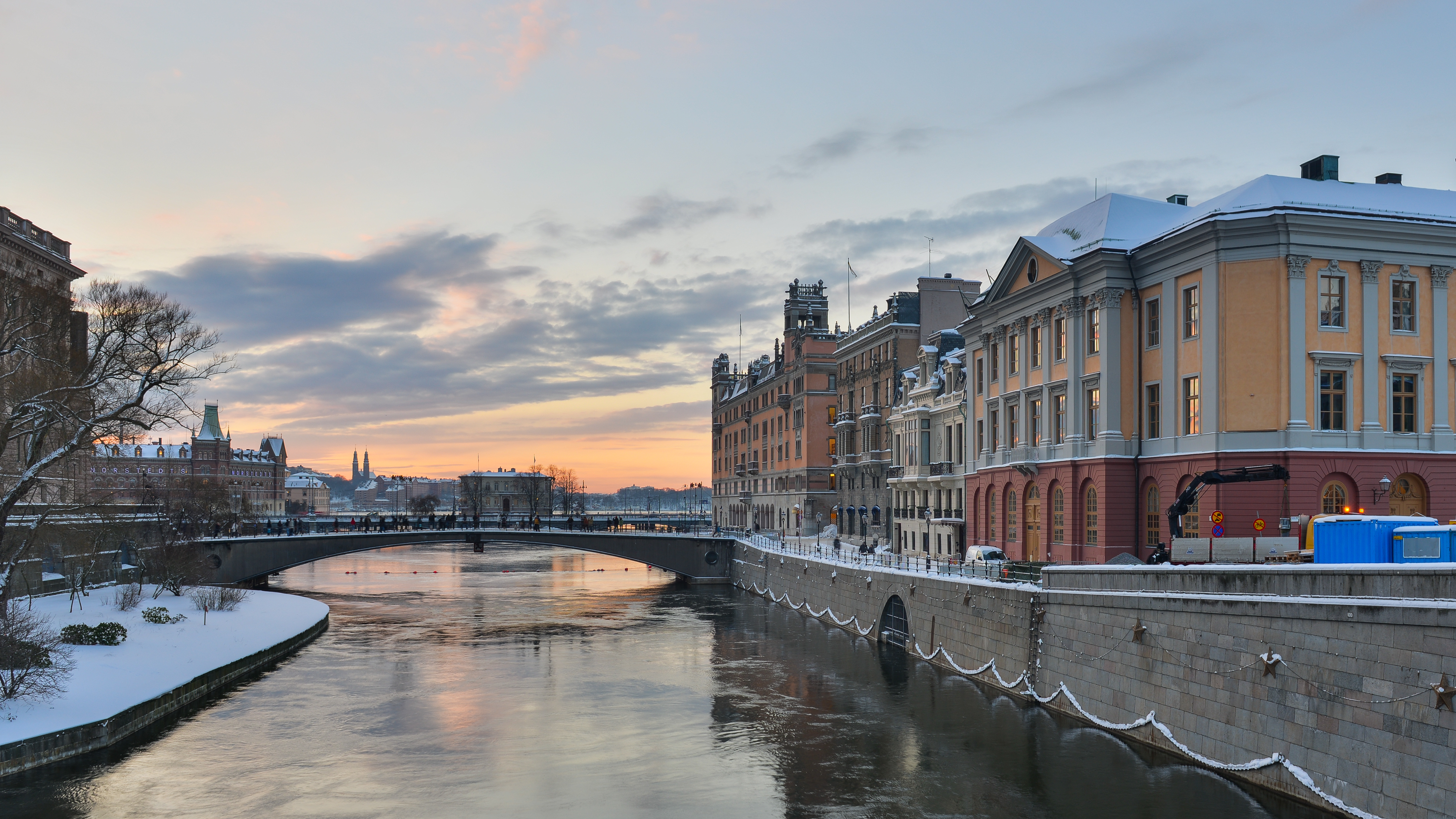
A Norrström e a ponte Riksbron